# Ondina divisa
Ondina divisa är en snäckart som först beskrevs av J. Adams 1797.  Ondina divisa ingår i släktet Evalea, och familjen Pyramidellidae. Arten är reproducerande i Sverige.